# Рахово (Ярославская область)
Рахово — деревня в Михайловском сельском округе Волжского сельского поселения Рыбинского района Ярославской области.
Деревня расположена между правым берегом реки Иоды и железной дорогой Рыбинск-Ярославль, на небольшом правом притоке Иода. Здесь в окружении лесов находится расчищенный участок сельскохозяйственных угодий, на котором стоят три близко расположенные деревни: Коровинское на правом берегу ручья, Рахово и Михеево — на левом. Рахово стоит ниже по течению и севернее Михеево. В нижнем течении ручья имеется урочище Патюнино, название которого указывает на бывшую здесь деревню. Ручей впадает в Иоду напротив деревни Мокеевское. От деревни Рахово в западном направлении идёт просёлочная дорога, пересекающая вброд реку Иода и выходящая в деревне Бесово на автомобильную дорогу с автобусным сообщением из Рыбинска через центр сельского округа Михайловское на Александрову Пустынь. Другая просёлочная дорога, проходящая по правому берегу ручья через Коровинское ведёт в южном направлении к деревне Софроново (около 3 км), а в северном к деревням Карповское и Торопово (около 2,5 км), в район железнодорожной станции Торопово. Вторая дорога в северном направлении отклоняется к северо-западу и выходит к деревне Борисовское, стоящей на правом берегу Иоды, там имеется мост через Иоду, по которому можно попасть на левый берег к деревням Брыково и Гридино.
Деревня Рахова указана на плане Генерального межевания Рыбинского уезда 1792 года. На том же плане ручей называется Здериношка. На месте урочища в устье ручья показана деревня Патюнина.
На 1 января 2007 года в деревне числился 1 постоянный житель. Почтовое отделение, находящееся в селе Михайловское, обслуживает в Рахово 11 домов.